# 이오넬 아우구스틴
이오넬 아우구스틴(루마니아어: Ionel Augustin, 1955년 10월 11일, 부쿠레슈티 ~)은 루마니아의 전직 축구 선수로, 현역 시절 스트라이커로 활약했다.

## 클럽 경력
"오네아처"(Oneață)라는 별칭으로 알려진 이오넬 아우구스틴은 1955년 10월 11일에 부쿠레슈티에서 출생했고, 1966년에 디나모 부쿠레슈티의 유소년부에서 축구를 시작했고, 1975년 4월 23일에 5-0으로 이긴 키미아 름니쿠 블체아와의 경기에서 1군 디비지아 A 첫 경기에 출전했다.< 그는 디나모 소속으로 11년을 보내며 4번의 디비지아 A를 우승했고, 1년차에는 5경기, 2년차에는 31경기 출전해 7골 득점, 3년차에는 31경기 출전 14골 득점을 기록했고, 마지막 시즌에는 31번의 경기에 출전해 17골을 넣고 3번의 쿠파 로므니에이도 우승했다. 그는 33번의 유럽대항전 경기에 출전해 10골을 기록했는데, "붉은 개 군단"은 1981-82 시즌 UEFA컵에서 인테르나치오날레를 상대로 1골을 기록해 합계 4-3 승리를 거두는데 일조했고, 준결승에 오른 1983-84 시즌 유러피언컵에서는 7경기 출전해 3-0으로 이긴 쿠시시 라티와의 경기에서 1골을 기록해 1차전에서 3-0 승리에 일조했고, 이후 전 시즌을 우승한 함부르크와 디나모 민스크를 상대로 승리를 쟁취했다. 아우구스틴은 지울 페트로샤니, 빅토리아 부쿠레슈티, 그리고 라피드 부쿠레슈티에서도 활약하며 총 381번의 디비지아 A 경기에 출전했고, 111골을 득점했다. 아우구스틴은 디비지아 B의 키미아 름니쿠 블체아와 우니레아 슬로보지아에서 도합 2년을 보내고 은퇴했다.

## 국가대표팀 경력
이오넬 아우구스틴은 루마니아 국가대표팀 경기에 34번 출전해 3골을 기록했는데, 슈테판 코바치 감독의 지도 하에 1978년 12월 13일, 그리스와의 친선경기에 출전했는데, 이 경기는 1-2로 졌다. 그는 유로 1980 예선전 경기에 2번 출전해 1골을 기록했고, 1977-80년 발칸컵 결승전 1차전에도 출전했는데, 이 경기는 유고슬라비아에 0-2로 패했고, 1982년 월드컵 예선전에는 2번 출전했고, 유로 1984 예선에는 6번 출전해 본선에 올라갔고, 0-1로 패한 포르투갈과의 본선 경기에 1번 출전했다. 아우구스틴은 2-3으로 패한 북아일랜드와의 1986년 월드컵 예선전 경기에 출전했고, 그가 출전한 마지막 두 국가대표팀 경기는 친선경기로, 이라크와의 2경기에서 각각 1-1, 0-0으로 비겼고, 아우구스틴은 전자의 루마니아 국가대표팀 경기에서 3호골을 기록했다.

### 국가대표팀 득점 목록
아래의 점수에서 왼쪽의 점수가 루마니아의 점수이며, 점수 열은 아우구스틴의 득점 상황의 점수를 나타낸다.
| #  | 날짜            | 경기장                         | 출장 | 상대     | 점수 | 결과 | 대회             |
| -- | --------------- | ------------------------------ | ---- | -------- | ---- | ---- | ---------------- |
| 1. | 1979년 5월 13일 | 키프로스 리마솔 치리오 경기장  | 2    | 키프로스 | 1–1  | 1–1  | 유로 1980 예선전 |
| 2. | 1982년 5월 18일 | 칠레 뉴뇨아 칠레 국립경기장    | 15   | 칠레     | 3–0  | 3–2  | 친선경기         |
| 3. | 1986년 3월 14일 | 이라크 바그다드 알-샤브 경기장 | 33   | 이라크   | 1–0  | 1–1  | 친선경기         |

## 수상
디나모 부쿠레슈티
- 디비지아 A: 1974–75, 1981–82, 1982–83, 1983–84[2]
- 쿠파 로므니에이: 1981–82, 1983–84, 1985–86[2]
- 트로페오 코스탈 데 발렌시아: 1978[9]